# Metalectra mesoscia
Metalectra mesoscia là một loài bướm đêm trong họ Erebidae.